# 목행역
목행역(Mokhaeng station, 牧杏驛)은 충청북도 충주시 목행동에 있는 충북선의 역이다.
1956년 4월 11일에 보통역으로 영업을 개시하여 1983년까지 인근에 있던 충주비료공장의 화물 수송을 담당하였으며, 인근에 충주호(청풍호)가 위치해 있으나 2010년 11월 개정때 전열차 통과역으로 지정되었다.

## 역사
- 1956년 4월 11일 : 보통역으로 영업 개시
- 1980년 10월 12일 : 현 역사 완공
- 1988년 1월 1일 : 소화물 취급 중지
- 1994년 9월 1일 : 화물 취급 중지
- 2010년 7월 1일 : 역원무배치간이역으로 격하 및 철도승차권 단말기 철거
- 2010년 11월 1일 : 여객 취급 중지